# Santa Colomba de las Monjas
Santa Colomba de las Monjas est une municipalité espagnole de la communauté autonome de Castille-et-León et de la province de Zamora. En 2021, elle compte 247 habitants.